# Friedrich Albrecht Carl Hermann von Wylich und Lottum
Friedrich Albrecht Carl Hermann Reichsgraf von Wylich und Lottum (* 20. April 1720 in Anklam; † 3. März 1797 in Berlin) war ein preußischer General der Kavallerie, Chef des Dragoner-Regiments Nr. 1 sowie Domherr zu Halberstadt.

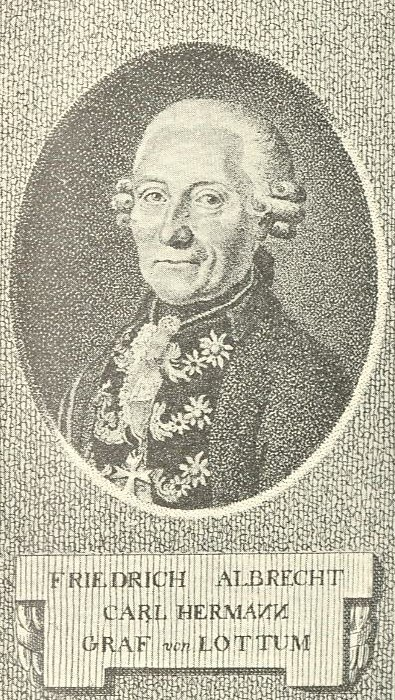
Nach einem Stich von Daniel Berger

## Leben

### Herkunft
Friedrich entstammte dem alten klevischen Adelsgeschlecht der Wylich und Lottum. Er war der zweite Sohn des Generals Johann Christoph von Wylich und Lottum und dessen Frau Hermine Alexandrine, geborene Freiin von Wittenhorst-Sonsfeld (* 4. September 1685; † 23. April 1745).

### Militärkarriere
Lottum wurde 1737 Kornett im Kürassierregiment „Götz“ sowie 1745 Leutnant. Während des Ersten und Zweiten Schlesischen Krieges nahm Wylich und Lottum an den Kämpfen bei Chotusitz, Hohenfriedberg, Soor, Katholisch-Hennersdorf und Kesselsdorf teil. Am 14. Juli 1753 wurde ihm von Friedrich II. die Domherrenstelle zu Halberstadt übergeben. Im August 1755 wurde er Stabsrittmeister und im September des Folgejahres Rittmeister.
Im Siebenjährigen Krieg kämpfte Lottum bei Lobositz, Prag, Kolin, Roßbach, Leuthen, Zorndorf, Hochkirch, Liegnitz und Torgau. Zudem war er bei den Belagerungen von Prag, Olmütz, Dresden und Scheidnitz sowie den Gefechten bei Jägerndorf, Hoyeswerde, Troppau, Schweidnitz, Langensalza, Kloster Wahlstadt, Leutmannsdorf und Reichenbach.
Während der Schlacht von Breslau 1757 geriet er in Gefangenschaft, wurde aber bereits 1758 wieder ausgetauscht. 1758 bekam er für seine Tapferkeit in der Schlacht von Zorndorf den Orden Pour le Mérite und wurde im gleichen Jahr Major. 1763 stieg Lottum zum Kommandeur des Regiments auf. 1769 wurde er Oberstleutnant, 1772 Oberst und im Juni 1774 Chef des Dragonerregiments „Zastrow“. Am 17. August 1777 wurde er Generalmajor und war während des Bayerischen Erbfolgekriegs 1778/79 bei der Armee des Prinzen Heinrich. Zwischenzeitlich am 20. Mai 1787 zum Generalleutnant befördert, wurde sein Regiment während der Unruhen in Holland im Jahre 1787 von Berlin und Magdeburg nach Wesel geschickt. Die dort versammelten Truppen standen unter dem Kommando des Herzogs von Braunschweig. Als am 13. September 1787 die Truppen nach Kleve in Marsch gesetzt wurden, führt Lottum die zweite Kolonne und ging zu Waterford bei Arnheim über den Rhein. Die Revolte war bald beendet und die Truppen kehrten zurück. Der General blieb aber noch bis Anfang 1788 in Holland.
König Friedrich Wilhelm II. schlug Lottum 1791 zum Ritter des Schwarzen Adlerordens. Am 28. Dezember 1794 erhielt er als General der Kavallerie den Abschied und ging am 16. Januar 1795 in Pension.

### Familie
Er war mit Sophie Beate von Schlichting (* 8. August 1736; † 28. Oktober 1801) verheiratet. Sie war die Tochter des Landrats Alexander von Schlichting. Das Paar hatte folgende Kinder:
- Karl Friedrich Johann Gustav (* 29. Oktober 1762; † 1. März 1828) ⚭ Ernestine Magdalene Sophie von Clermont (* 30. Januar 1772; † 12. Februar 1843)[2]
- Christiane Beate Alexandrine (* 9. November 1764), Hofdame der Gattin Friedrichs II.[3]
- Albertine Johanna Henriette (* 10. Juli 1766; † 2. Februar 1767)[4]
- Karoline Friederike Marianne (* 13. August 1768; † 17. Februar 1829) Hofdame der Gattin Friedrichs II.[5] ⚭ 1799 Ludwig Wilhelm von Eickstedt[6] (* 23. Juni 1763; † 7. April 1818)
- Alexander (* 20. Januar 1771)
- Heinrich Christoph Karl Hermann (1773–1830) preußischer Generalleutnant.
- Friedrich Ludwig August Georg (* 13. Oktober 1776; † 31. März 1851)